# Primera División 1933 (AAF)
La Primera División 1933, organizzata dalla Asociación Argentina de Football, si concluse con la vittoria dello Sportivo Dock Sud. Questo torneo si svolse in contemporanea con quello organizzato dalla LAF.

## Classifica finale
| Pos. | Squadra                | Pt | G  | V  | N | P  | GF | GS | DR  |
| ---- | ---------------------- | -- | -- | -- | - | -- | -- | -- | --- |
| 1.   | Sportivo Dock Sud      | 29 | 19 | 13 | 3 | 3  | 43 | 15 | +28 |
| 2.   | Nueva Chicago          | 28 | 19 | 12 | 4 | 3  | 46 | 21 | +25 |
| 3.   | Banfield               | 27 | 19 | 11 | 5 | 3  | 39 | 23 | +16 |
| 4.   | Defensores de Belgrano | 26 | 19 | 11 | 4 | 4  | 33 | 12 | +21 |
| 5.   | Sportivo Alsina        | 23 | 19 | 9  | 5 | 5  | 32 | 19 | +13 |
| 6.   | Barracas Central       | 21 | 19 | 9  | 3 | 7  | 36 | 28 | +8  |
| 6.   | All Boys               | 21 | 19 | 8  | 5 | 6  | 30 | 31 | -1  |
| 6.   | Liberal Argentino      | 21 | 19 | 8  | 5 | 6  | 27 | 34 | -7  |
| 9.   | Club Almagro           | 20 | 19 | 7  | 6 | 6  | 33 | 34 | -1  |
| 9.   | Argentino de Temperley | 20 | 19 | 7  | 6 | 6  | 25 | 26 | -1  |
| 11.  | Sportivo Acassuso      | 19 | 19 | 7  | 5 | 7  | 29 | 28 | +1  |
| 11.  | Excursionistas         | 19 | 19 | 7  | 5 | 7  | 31 | 32 | -1  |
| 13.  | Sportivo Buenos Aires  | 17 | 19 | 5  | 7 | 7  | 23 | 22 | +1  |
| 13.  | Estudiantil Porteño    | 16 | 19 | 7  | 2 | 10 | 21 | 33 | -12 |
| 15.  | Colegiales             | 14 | 19 | 5  | 4 | 10 | 20 | 32 | -12 |
| 15.  | Palermo                | 14 | 19 | 6  | 2 | 11 | 18 | 33 | -15 |
| 17.  | El Porvenir            | 13 | 19 | 5  | 3 | 11 | 31 | 35 | -4  |
| 18.  | Argentino de Quilmes   | 12 | 19 | 4  | 4 | 11 | 29 | 46 | -17 |
| 18.  | Estudiantes (BA)       | 12 | 19 | 4  | 4 | 11 | 26 | 49 | -23 |
| 20.  | Sportivo Barracas      | 8  | 19 | 2  | 4 | 13 | 14 | 33 | -19 |

## Classifica marcatori[1]
| Gol |  |  | Giocatore       | Squadra          |
| --- |  |  | --------------- | ---------------- |
| 16  |  |  | Alfonso Lorenzo | Barracas Central |